# Gnome Builder
Gnome Builder ist eine integrierte Entwicklungsumgebung, die ab der Version 3.16 Teil der Arbeitsumgebung Gnome ist. Die erste Version erschien am 25. März 2015. Das Programm bietet Syntaxhervorhebung in zahlreichen Sprachen basierend auf GTK-SourceView, sowie Code-Vervollständigung für die C-Sprachen und Python mittels der Gnome-Code-Assistance-Bibliothek.
Builder wird, wie alle offizielle GNOME-Software, als freie Software auch im Quelltext unter den Bedingungen von Version 3 der GNU General Public License (GPL) verbreitet.

## Oberfläche
Der größte Teil der Benutzeroberfläche ist für den Programmcode reserviert. Eine große Auswahl von Programmiersprachen wird sofort erkannt und von der Syntax hervorgehoben. Über dem Bearbeitungsfenster ist eine Leiste, die Details zum Dokument, der Sprache und der Cursorposition anzeigt.
Neben den Zeilennummern zeigen Symbole mögliche Fehler im Programmcode an. Sofern eine Versionsverwaltung verwendet wird, zeigen farbige Balken Informationen über neue oder geänderte Zeilen.
Gnome Builder erlaubt es, aus drei verschiedenen Tastaturbelegungen auszuwählen. Es gibt den nativen Gnome-Builder-Modus, einen Vim-ähnlichen sowie einen Emacs-ähnlichen Modus.
Zur Linken, Rechten und unter dem Programmcode können zusätzliche Menüs für den Projektbaum, eine durchsuchbare Hilfe sowie eine Kommandozeile eingeblendet werden.

## Entwicklung
Die ursprüngliche Entwicklung des Programms wurde durch eine Crowdfunding-Kampagne im Januar 2015 finanziert. Die vom Hauptentwickler Christian Hergert initiierte Kampagne erreichte mit 55.625 USD (~ 50.550 € zum damaligen Kurs) 169 % ihres Ziels.